# Wu-Tang Meets the Indie Culture
Wu-Tang Meets the Indie Culture to wydany 18 października 2005 roku album hip-hopowej grupy Wu-Tang Clan. W 2009 roku ukazała się druga część pt. Wu-Tang Meets The Indie Culture vol. 2: Enter the Dubstep.

## Lista utworów
| #  | Tytuł                  | Wykonanie |
| -- | ---------------------- | --- |
| 1  | Introduction           | -- |
| 2  | Lyrical Swords         | - Pierwsza zwrotka: GZA - Druga zwrotka: Ras Kass                                                                           |
| 3  | Slow Blues             | - Pierwsza zwrotka: Vast Aire - Druga zwrotka: Timbo King - Trzecia zwrotka: Prodigal Sunn - Czwarta zwrotka: Byata         |
| 4  | Still Grimey           | - Pierwsza zwrotka: U-God - Druga zwrotka: Sean Price - Trzecia zwrotka: Prodigal Sunn - Czwarta zwrotka: C-Rayz Walz       |
| 5  | Wu-Tang Skit           | -- |
| 6  | Think differently      | - Pierwsza zwrotka: Casual - Druga zwrotka: Rock Marciano - Trzecia zwrotka: Vordul Mega - Czwarta zwrotka: Tragedy Khadafi |
| 7  | Infomercial #1         | - Narracja: Jim Jarmusch |
| 8  | Biochemical Equation   | - Pierwsza zwrotka: RZA - Druga zwrotka: MF Doom - Trzecia zwrotka: RZA                                                     |
| 9  | ODB Tribute            | - Mix: DJ Noize |
| 10 | Fragments              | - Cały utwór: Del tha Funkee Homosapien                                                                                     |
| 11 | Intermission           | -- |
| 12 | Strret Corners         | - Pierwsza zwrotka: Bronze Nazareth - Druga zwrotka: Solomon Childs - Trzecia zwrotka: Byata                                |
| 13 | Listen                 | - Pierwsza zwrotka: Littles - Druga zwrotka: Khalid - Trzecia zwrotka: Planet Asia                                          |
| 14 | Infomercial #2         | - Narracja: Jim Jarmusch |
| 15 | Verses                 | - Pierwsza zwrotka: Scaramanga Shallah - Druga zwrotka: La the Darkman - Trzecia zwrotka: Ras Kass - Czwarta zwrotka: GZA   |
| 16 | Preservation           | - Pierwsza zwrotka: Aesop Rock - Druga zwrotka: Del tha Funkee Homosapien                                                   |
| 17 | Cars on the Interstate | - Cały utwór: C.C.F. Division                                                                                               |
| 18 | Give It Up             | - Pierwsza zwrotka: R.A. the Rugged Man - Druga zwrotka: J-Live                                                             |
| 19 | Black Dawn             | - Cały utwór: Bronze Nazareth                                                                                               |
| 20 | O (Bonus track)        | - Narrator: Jim Jarmusch |